# Symington (South Lanarkshire)
Symington ist eine Ortschaft im Osten der schottischen Council Area South Lanarkshire beziehungsweise in der traditionellen Grafschaft Lanarkshire. Sie liegt rund 13 Kilometer südöstlich von Lanark vor der Westflanke der Culter Hills. Westlich erhebt sich der Tinto.

## Geschichte
Ab den 1860er Jahren entwickelte sich die Ortschaft an einer Abzweigung einer Bahnstrecke. 1915 wurde die neohistoristische Villa Symington House erbaut.
Lebten 1961 noch 373 Personen in Symington, wurden im Rahmen der Zensuserhebung 2011 bereits 693 Einwohner gezählt.

## Verkehr
Die A72 (Galashiels–Hamilton) bildet die Hauptverkehrsstraße Symingtons und schließt die Ortschaft direkt an das Fernstraßennetz an. Die A73 (Abington–Cumbernauld) und die A702 (Edinburgh–St John’s Town of Dalry) sind innerhalb weniger Kilometer erreichbar.
Symington war einst Endpunkt der Symington, Biggar and Broughton Railway, die dort in die durchlaufende heutige West Coast Main Line einmündete. Die Hauptlinie, die Edinburgh beziehungsweise Glasgow mit London verbindet, führt weiterhin durch die Ortschaft. Der Bahnhof wurde jedoch aufgelassen. Die Symington, Biggar and Broughton Railway wurde in der Mitte des 20. Jahrhunderts geschlossen.

## Persönlichkeiten
- Thomas Galloway (1796–1851), Mathematiker und Astronom